# Sparks (canção de Coldplay)
"Sparks" é uma canção da banda britânica de rock Coldplay. Foi escrita pela própria e co-produzida com o produtor Ken Nelson para seu álbum de estreia, Parachutes (2000). Apelidada de uma peça "calmante", a canção ressurgiu nas paradas musicais na década de 2020.

## Gravação
Segundo o produtor Ken Nelson, "Sparks" foi gravada ao mesmo tempo que "We Never Change". Ele a descreveu como "basicamente uma apresentação ao vivo", com Jonny Buckland adicionando suas partes de guitarra depois. A letra da canção conta a história de uma pessoa que pede uma segunda chance após decepcionar o parceiro ("E eu sei que estava errado" / "Mas não vou decepcionar você"). Mary Siroky, do Consequence, observou que "o ritmo de valsa garante uma sensação de intimidade e o desejo romântico persiste".

## Recepção
"Sparks" foi classificada entre as melhores canções do Coldplay pela Billboard, e Consequence. A primeira disse que "Mesmo que a banda pensasse que não poderia se sustentar como um single como 'Yellow' ou 'Trouble', 'Sparks' ainda é uma das demonstrações mais cruas das emocionantes habilidades vocais de [Chris Martin] no catálogo do Coldplay". A faixa mais tarde ressurgiu nas paradas musicais durante a década de 2020, depois de se tornar viral no TikTok.

## Apresentações ao vivo
A banda tem tocado a faixa de forma consistente durante as turnês Parachutes (2000–01), e Music of the Spheres (2022–24).

## Covers
A cantora americana de R&B Brandy integrou a letra de abertura da canção em "I Tried", de seu álbum Afrodisiac (2004). Kristina Train fez um cover de "Sparks" para I Give It a Year, uma comédia romântica britânica lançada em 2013. Dez anos depois, Jordana também compartilhou um cover da faixa.

## Créditos e pessoal
Créditos adaptados através do Tidal.
Membros da banda
- Guy Berryman – baixo, composição
- Jonny Buckland – guitarra, piano, vocais de apoio, composição
- Will Champion – bateira, percussão, vocais de apoio, composição
- Chris Martin – vocais, violão, teclado, composição

Créditos adicionais
- Ken Nelson – produção, engenharia
- Andrea Wright – assistente de engenharia
- Jon Coles – assistente de engenharia
- Paul Read – assistente de engenharia
- Simon Barnicott – assistente de engenharia
- George Marino – engenheiro de masterização
- Michael H. Brauer – engenheiro de mixagem
- Mark Phythian – programação

## Desempenho nas tabelas musicais
| Tabela musical (2022–2024) | Melhor posição |
| -------------------------- | -------------- |
| Portugal (AFP)             | 47             |
| Singapura (RIAS)           | 19             |